# É Proibido Fumar (álbum de Roberto Carlos)
É Proibido Fumar é o terceiro álbum do cantor, músico e compositor Roberto Carlos, de 1964.
- Foi o único LP e Cassete que Roberto Carlos gravou duas vezes: em 1962, com quatorze faixas, oito fizeram parte desde Disco de Vinil (de 1964) relatado aqui, sendo substituídas por outras quatro músicas.
- As demais seis músicas, juntamente com outras seis músicas inéditas, todas regravadas, viriam a compor o Long Play e Cassete "Roberto Carlos Canta para a Juventude".

## Álbum
- Lançado pela Discos CBS em agosto de 1964,[2] É Proibido Fumar é o terceiro álbum do cantor capixaba. O LP mostra Roberto Carlos em busca de afirmação na cena musical brasileira. Ele investiu de vez no rock and roll, especialmente após o bom desempenho do disco anterior, "Splish Splash".
- "É Proibido Fumar" traz como principais sucessos a faixa título (parceria com Erasmo Carlos) e "O Calhambeque" -  versão de "Road Hog", de John e Gwen Loudermilk. Tanto "O Calhambeque" quanto "É Proibido Fumar" tornaram-se verdadeiros clássicos do rock brasileiro, sempre presente em seus shows. Outras canções de repercussão desse LP foram "Um Leão Está Solto Nas Ruas", "Minha História De Amor", "Amapola", "Rosinha" e as versões de "I Was Born To Cry" (de Dion DiMucci) - intitulada "Nasci Para Chorar" - e de "Unchain My Heart", sucesso de Ray Charles e que virou "Desamarre O Meu Coração".
- A canção "Broto Do Jacaré" está identificada com o estilo musical surf music e foi gravada por Roberto Carlos acompanhado pela The Angels (depois The Youngsters).[3]

## Faixas

### Lado A
1. "É Proibido Fumar" (Roberto Carlos - Erasmo Carlos)
2. "Um Leão Está Solto Nas Ruas" (Rossini Pinto)
3. "Rosinha" (Oswaldo Audi - Athayde Julio)
4. "Broto Do Jacaré" (Erasmo Carlos - Roberto Carlos)
5. "Jura-Me" (Jovenil Santos)
6. "Meu Grande Bem" (Helena dos Santos)

### Lado B
1. "O Calhambeque (Road Hog)" (John e Gwen Loudermilk - versão: Erasmo Carlos)
2. "Minha História De Amor" (José Messias)
3. "Nasci Para Chorar" (I Was Born To Cry) (Dion DiMucci - versão: Erasmo Carlos)
4. "Amapola" (Lacalle - Roberto Carlos)
5. "Louco Não Estou Mais" (Erasmo Carlos - Roberto Carlos)
6. "Desamarre O Meu Coração" (Unchain My Heart) (F.James - A.Jones - versão: Roberto Carlos)

### Músicos
- Roberto Carlos: Voz, Violão e Guitarra
- Sérgio Becker: Saxofone, da banda The Angels
- The Angels (a.k.a. The Youngsters): todos os instrumentos e faixas

## Certificações e vendas
| Região                                                       | Certificação | Unidades/vendas |
| ------------------------------------------------------------ | ------------ | --------------- |
| Brasil (PMB)                                                 | Platina      | 250,000‡        |
| ‡vendas+valores de streaming baseados apenas na certificação |              |                 |